# 反氫

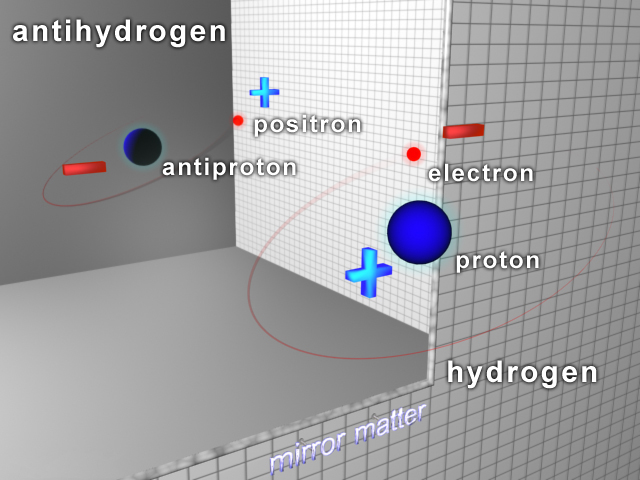
一顆反氫原子由一個正子和一個反質子組成

反氫（英語：antihydrogen）是對應元素氫的反物質：每顆氫原子是由一顆質子及電子組成，而反氫則是由一顆反質子及正電子組成。其化學符號多以「H」表示，即「H」上加一橫條，讀作「H-bar」。科学家希望研究反氢，来阐明为什么在可观测宇宙中，物质比反物质多的问题，被称为重子不对称性问题。  反氢是在粒子加速器中人工产生的。 1999年，NASA 估计每克反氢的制造成本为62.5兆美元 (相当于今天的114兆美元)，使得它成为制造成本最高的物质。 这是由于每个实验产生的反氢极低，并且使用粒子加速器的机会成本高。

## 歷史
1932年，此前一直研究宇宙射線的卡尔·戴维·安德森了發現帶正電荷的電子：正電子。 
1955年，埃米利奥·塞格雷和欧文·张伯伦通過使用粒子加速器「Bevatron」發現了反質子，即反氫的原子核。在此實驗中還發現了反中子。
1995年，歐洲核子研究組織（CERN）和德國的研究小組發現在反質子周圍與正電子反應，產生反氫圈，次年一月公佈結果。
根據粒子物理學的CPT定律，反氫的不少特性均與氫相同，包括質量、磁矩及在量子狀態中的過渡頻率（即把激光或微波光束射在反氫原子上，會發出與氫相同顏色的光，例如：1s-2s的過渡頻率同樣為243 nm）。由於反物質的質量不會呈負數，因此在萬有引力方面，反氫也應與正氫相同。
當反氫原子與正物質接觸，它們會很快湮滅並化為伽馬射線及高能量π介子，這些π介子又很快會衰變為μ子、中微子、正子及電子，並很快會消失。如果反氫原子處於真空環境，又不與正物質碰撞，它們理應永遠存在，不會湮滅消失。
自然界的環境不會出現反氫，因此需靠人們以粒子加速器來製造。1995年，歐洲核子研究組織（CERN）成功在瑞士日內瓦的研究所中，以射擊反質子來製造反氫原子，而這些反質子是在粒子加速器中的氙原子團中產生的。當一粒反質子接近氙原子核時，會產生正負電子各一粒，正電子給反質子抓獲時，便會產生反氫原子。由於每粒反質子能變為反氫原子的機會率約為10-19，因此以這個方法去大量生產反氫原子，成本定會極為昂貴。
近年，ATRAP及ATHENA兩個計劃正於CERN共同進行研究，他們把從放射性金屬鈉中產生的正電子與困在彭寧離子阱中的反質子融合為反氫原子，每秒鐘可生產100顆，這個方法於2002年首度試驗，至2004年共生產了數十萬顆。
這些反氫原子由於溫度極高，約為攝氏數千度，因此撞向實驗器皿時湮滅的機會也極高。而下一個目標是要製造低溫的反氫，並處於接近絕對零度的水平，使之可由磁場來密封。然後可以激光來準確量度其過渡頻率，如果其結果與正氫不同，縱使其差距小，也能證明它們的特性不完全相同，並能幫助解釋為何宇宙的物質以正物質為主，而非反物質。
2016年12月19日，《自然》雜誌登出CERN的反氫激光物理儀器（︔縮寫作ALPHA）反質子減速器測得反氫中最低的兩個能階（1S與2S）之間的電子躍遷，其結果在實驗誤差內與一般的氫原子一致，吻合物質-反物質對稱性的CPT對稱性定律概念。

## 实验历史
粒子加速器在 1990年代侦测到热的反氢。 2002年，ATHENA 研究过冷的反氢。  它是2010年由 CERN 的反氢激光物理仪器（ALPHA）小组首先捕获的， 然后测量了结构和其他重要特性。  ALPHA、 AEGIS和 GBAR 计划进一步冷却和研究反氢原子。

## 特征
粒子物理学的CPT定理预测反氢原子具有的特征和正常的氢具有的许多特征一样；即质量，磁矩和原子态跃迁频率相同（请参见“原子光谱”）。 举个例子，激发态的反氢原子会和激发态的普通氢原子发出一样颜色的光。 反氢原子应该会吸引其它物质和反物质，其作用力应与普通氢原子所承受的力相同。 如果反物质具有负的重力质量，这将是不正确的，尽管在经验上尚未得到证明，反氢有负重力质量的可能性很小（请参阅“ 反物质的重力相互作用”）。
当反氢接触到正物质时，它们会迅速湮灭。 正电子会和电子反应并湮灭，放出伽马射线。而反质子，由反夸克组成，会和由夸克组成的质子或中子反应并湮灭， 生成高能的π介子，并衰变成缈子、中微子、正电子和 电子。 如果反氢原子存在于 真空的环境， 它们理论上可以永远存在。
作为一种反元素，反氢预计会有和氢一样的性质。 举个例子，反氢在标准情况下会是一种无色气体，会和反氧反应，生成反水 ，
H
2
O
。

## 合成
第一个反氢于 1995 年由瓦尔特·厄莱尔特 的队伍在 CERN 用Charles Munger Jr、Stanley J Brodsky 和 Ivan Schmidt Andrade提出的方法首次合成。
在LEAR中，从一个粒子加速器 发射的反质子会射到氙 原子簇， 形成电子-正电子对。 反质子捕获一个正电子，形成反氢原子的概率为 10−19，因此该方法不适合用于实际生产（如所计算的）。  费米国立加速器实验室 测量了一些不同的横截面 ， 与量子电动力学的预测一致。  两者均导致高能或高温的反原子的反应，不适合进行详细研究。
随后，CERN建立了反质子减速器（AD），以支持朝着低能反氢的方向努力，以测试基本对称性。反质子减速器将提供给几个CERN组。CERN预计其设施将能够每分钟产生1000万个反质子。 

## 反氫的同位素與其他反原子
人們亦可利用同樣方法製造反氘（D；2H）、反氚（T；3H），或甚至是反氦（He），只是其難度更高。在2011年4月29日出版的英國《自然》雜誌上刊登了成功合成反氦-4的消息，方法是將兩個接近光速的金原子核對撞，通過篩選共探測到18個反氦-4的信號。反氘、 反氦-3 (3
He
) 和反氦-4 (4
He
) 的原子核 ，以如此高的速度产生了它们的相应原子的合成，带来了几个技术障碍。

## 參看
- 氫
- 反氦
- 反質子減速器

## 外部連結
- 捕捉反氫原子 (Sciscape.org)
- 欧洲科学家制造出大量反氢物质流
- 反氫原子是如何創生的?（页面存档备份，存于）
- 欧洲核子研究中心制造出大量反物质
- 国际科学家小组观察到反物质原子内部结构
- Merrifield, Michael; Copeland, Ed. . Sixty Symbols. Brady Haran for the University of Nottingham.   [2021-01-02]. （原始内容存档于2019-08-24）.